# Anna Deavere Smith
Anna Deavere Smith, född 18 september 1950 i Baltimore, Maryland, är en amerikansk skådespelare, dramatiker och professor.
Från 1990 till 2000 var hon professor i dramadepartementet vid Stanford University.

## Filmografi i urval
- 1995 – Presidenten och miss Wade
- 2000–2006 – Vita huset (TV-serie) (20 avsnitt)
- 2003 – The Human Stain
- 2008 – Rachel Getting Married
- 2009–2015 – Nurse Jackie (TV-serie) (78 avsnitt)